# Karina Marusińska
Karina Marusińska (ur. 1983 w Piotrkowie Trybunalskim) – polska artystka interdyscyplinarna, projektantka ceramiki, nauczycielka akademicka, animatorka społeczno-kulturalna. Mieszka i pracuje we Wrocławiu.

## Wykształcenie
W 2003 r. ukończyła Państwowe Liceum Sztuk Plastycznych w Kielcach, a w 2008 r. Akademię Sztuk Pięknych we Wrocławiu, uzyskując na Wydziale Ceramiki i Szkła dyplom w zakresie wzornictwa – projektowania ceramiki. W 2010 r. ukończyła Podyplomowe Studia Projektowanie Wzornicze w Zarządzaniu Rozwojem Nowego Produktu (Instytut Wzornictwa Przemysłowego, Szkoła Główna Handlowa). W latach 2013–2014 studiowała w ramach International Post-Graduate Course „Kaolin” Art and Design in Contemporary Ceramics (ENSA Limoges, Francja i Jingdezhen, Chiny). W 2015 r. obroniła z wyróżnieniem pracę doktorską w dziedzinie sztuk plastycznych w dyscyplinie sztuk projektowych.
Przebywała na stypendiach na Uniwersytecie Pais Vasco w Bilbao w Hiszpanii (2007) oraz w Instytucie Ceramiki w Guebwiller we Francji (2008).

## Praca zawodowa

### Praca dydaktyczna
Od 2010 r. asystentka w II Pracowni Projektowania Ceramiki Użytkowej prof. Mirosława Kocińskiego na Wydziale Ceramiki i Szkła Akademii Sztuk Pięknych im. Eugeniusza Gepperta we Wrocławiu, obecnie adiunktka tamże.

### Rezydencje artystyczne
- 2011 rezydencja „Shaping the New”, Koszyce,
- 2017 Styria Artist in Residence, Graz[3],
- 2017 rezydencja „Punkt widokowy”, Centrala Art Gallery, Birmingham[1].

### Udział w sympozjach i plenerach
- 2006 „Ceramika Wypalana Drewnem”, międzynarodowe sympozjum i plener ceramiczny, Luboradów,
- 2007 „Deutsch-Polnische Kunst”, międzynarodowe sympozjum, Reichenhaller Akademie, Niemcy,
- 2008 XXXII międzynarodowe sympozjum „Porcelana Inaczej”, Wałbrzych,
- 2010 46. Międzynarodowy Plener Ceramiczno-Rzeźbiarski w Bolesławcu,
- 2011 międzynarodowe sympozjum ceramiczne „Fenomen Gemer”, Ozdany[1].

### Wybrana działalność kuratorska i organizatorska
- 2006 „Grand Kanion Sztuki. Kraj-obraz kopalni” (wraz z Aleksandrą Idziak-Brown), Kopalnia Węgla Brunatnego w Bełchatowie,
- 2010 „Inny punkt widzenia. Architektura oczami wyobraźni”, Szkoła Liderów, Wrocław,
- 2012 „Design łączy. Nowy wymiar komercjalizacji wiedzy”, ASP we Wrocławiu, Centrum Design Kielce, Park Technologiczny w Kielcach,
- 2014 „Wielkie Żarcie”, ASP we Wrocławiu, Europejska Stolica Kultury Wrocław 2016,
- 2014 „Art Food 2014”, ASP we Wrocławiu,
- 2014 „Swinging Imagination”, Musee du Four des Casseaux, Limoges,
- 2014, 2016, 2017, 2018 „Empty Bowls", Festiwal Wysokich Temperatur, ASP we Wrocławiu,
- 2018 „Co tu robi Food Think Tank?!”, Łódź Design Festival[1].

## Twórczość

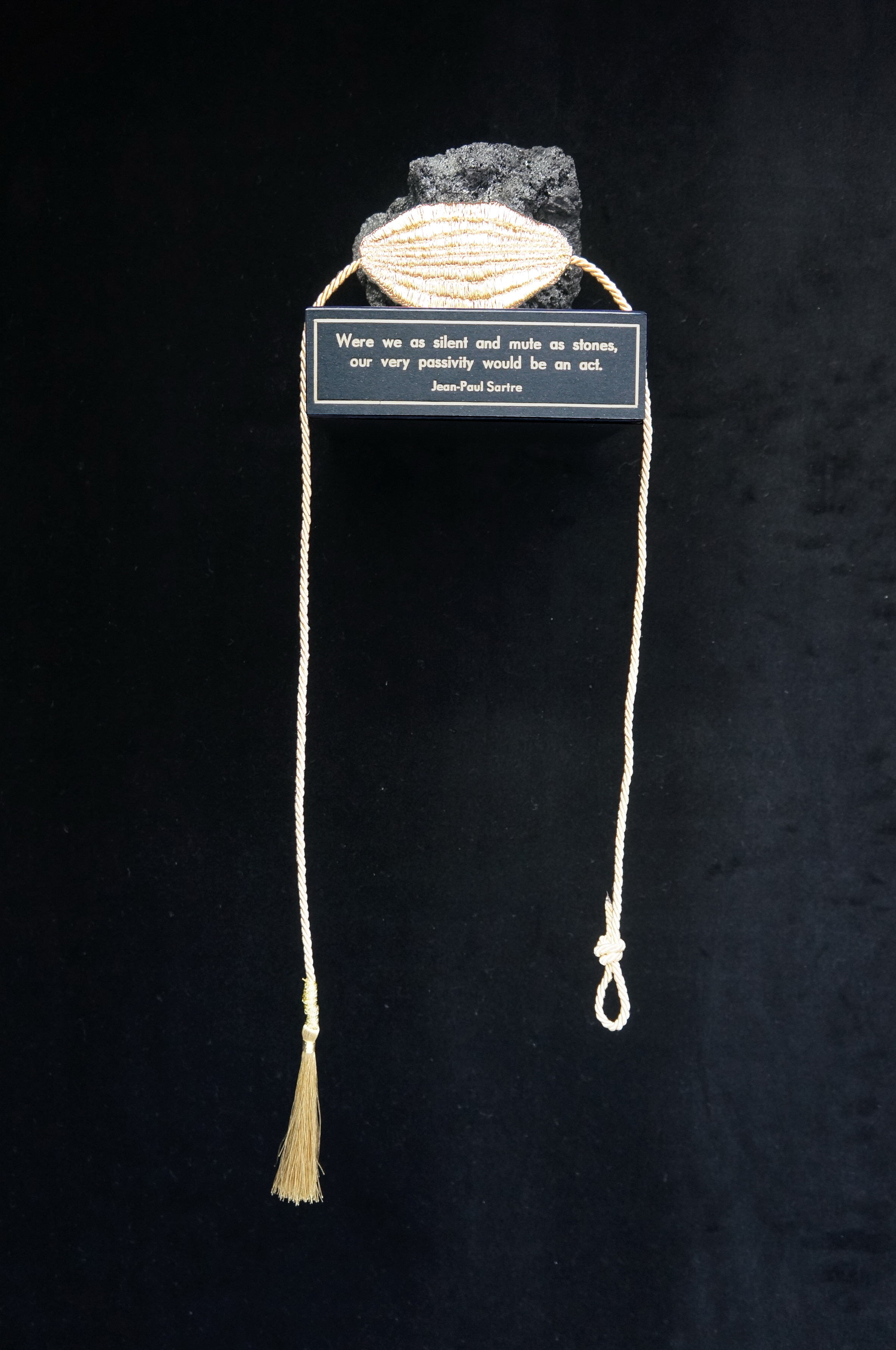
Karina Marusińska, "Cisza", 2017, fot. Karina Marusińska

Artystka początkowo projektowała biżuterię, ceramikę użytkową oraz gadżety, zajmowała się też projektowaniem produktu 3D, design managementem czy eventami. W kolejnych latach zwróciła się w stronę działań interdyscyplinarnych, w których ceramika jest często punktem wyjścia do dalszych poszukiwań lub tylko jednym z użytych mediów. W rozmowie z Katarzyną Roj, przy okazji swojej wystawy indywidualnej Część zamiast całości prezentowanej w BWA Wrocław na przełomie 2016 i 2017 r., artystka przyznała, że chce: 

...rozprawić się z łatką, która do mnie przylgnęła. Łatką dizajnerki. Łączono mnie wprawdzie z dizajnem autorskim, bo nigdy nie pracowałam dla przemysłu, ale ta jednoznaczność swędziała mnie i stawała się coraz bardziej nieznośna. Przecież od zawsze działałam interdyscyplinarnie, ale z różnym naciskiem na poszczególne dyscypliny.

Obecnie tworzy przede wszystkim obiekty, instalacje, prace wideo czy rzeźby. Jak artystka sama pisze o swojej twórczości:
Fascynują mnie napięcia tworzące się na styku tego, co wewnętrzne i zewnętrzne, prywatne i publiczne, szlachetne i pospolite, smaczne i obrzydliwe. Eksploruję obszary graniczne, w których ścierają się przeciwieństwa. Wykorzystuję ich transgresywny potencjał. Interesuje mnie także to, co jest spychane na społeczny i kulturowy margines. [...] Moje zainteresowania oraz działania mają charakter wielowymiarowy. Kiedy się gubię, wykopuję rękami dziurę w ziemi i sięgam do korzeni.
Współpracowała z szeregiem twórców i twórczyń z różnych dyscyplin, m.in.: Katarzyną Goleń, Agnieszką Rzeźniak i Natalią Rzeźniak (jako grupa Łuhuu!), Agnieszką Bar i Agnieszką Kajper (jako grupa Wzorowo!), kolektywem Food Think Tank, Fundacją ArtTransparent, Łukaszem Paluchem, Peterem Kreibichem, Justyną Fedec, Karoliną Pietrzyk, Grupą Projektor, Unisono Design, Maciejem Wrzalikiem, Marcinem Wokanem, Studio 91, Oteckim, Łukaszem Walterowiczem, Krzysztofem Kucharczykiem, Pawłem Kosuniem, Wojciechem Kwietniem-Janikowskim, Aleksandrą Idziak-Brown czy Beatą Kwiatkowską.

### Wybrane prace

#### Akcja, instalacja, wideo
- Purity, 2011-2015; instalacja; piaskowane płytki gresowe, 180 × 180 cm.

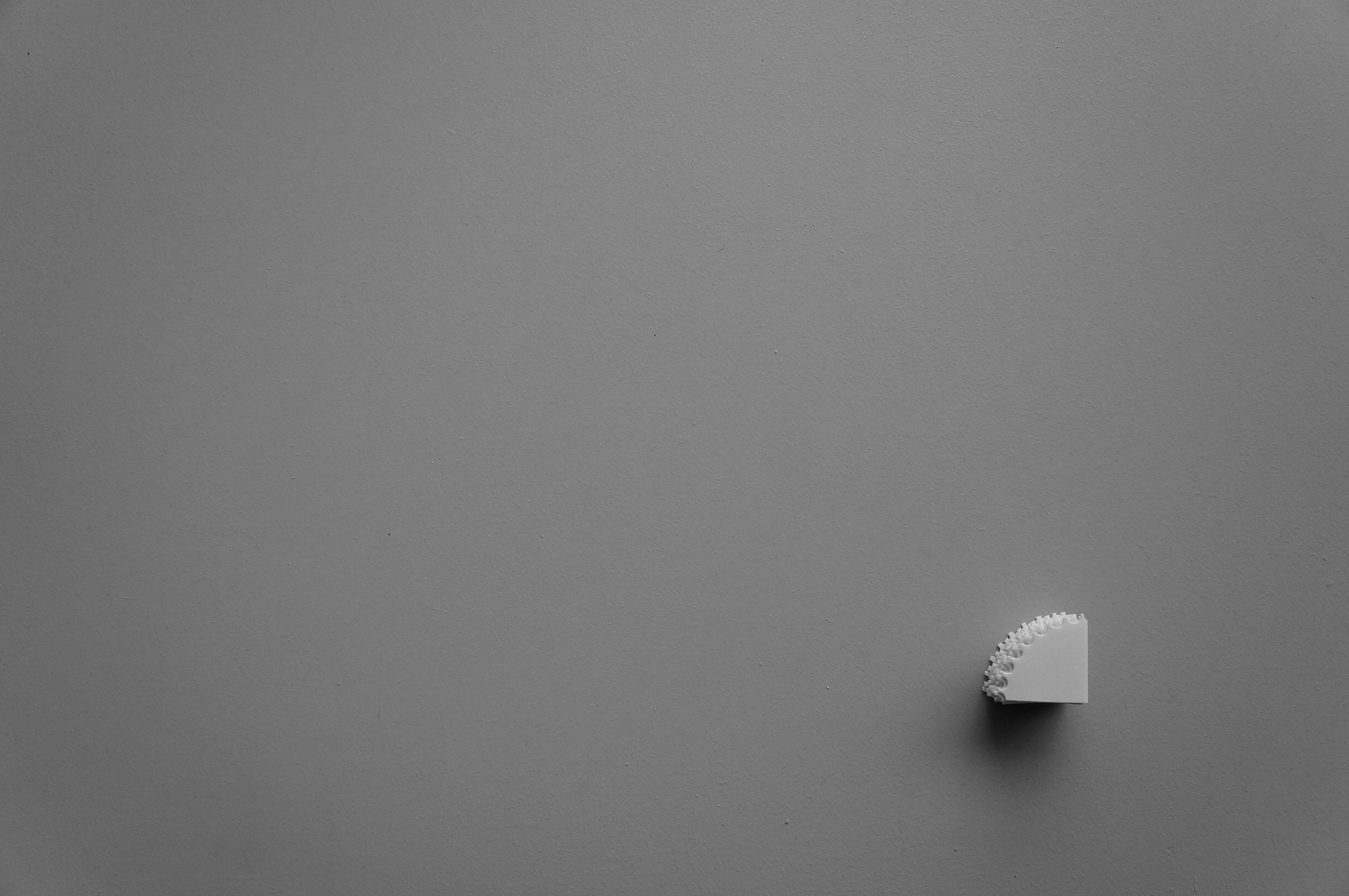
Karina Marusińska, "To, co zostało", 2014, fot. Karina Marusińska

- Karina Marusińska, "To, co zostało", 2014, fot. Karina MarusińskaTo, co zostało, 2014; papier ceramiczny, 4 × 2 x 2 cm.

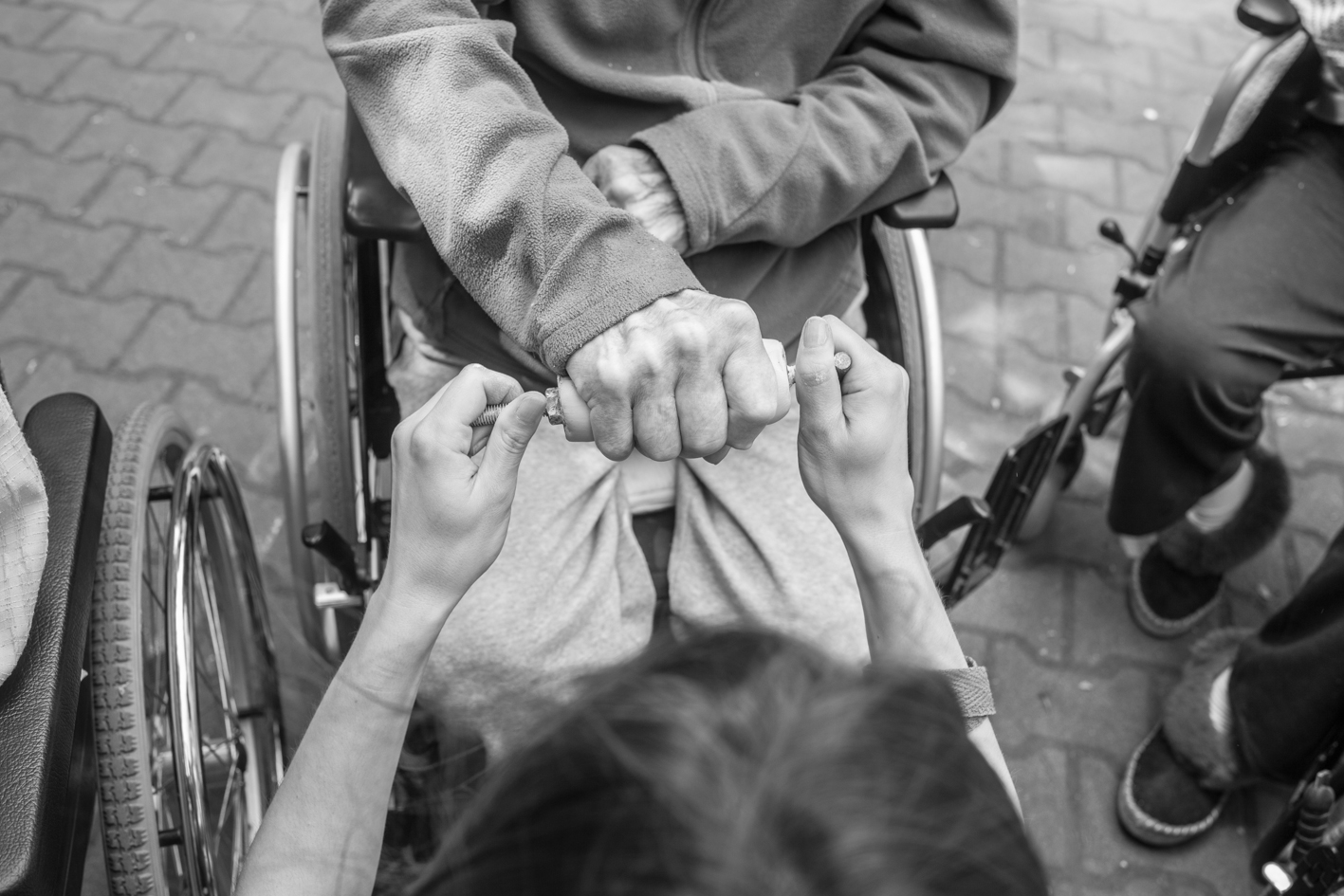
Karina Marusińska, "HUG", 2015, fot. Krzysiek Orlowski

- Karina Marusińska, "HUG", 2015, fot. Krzysiek OrlowskiHUG, 2015; akcja, instalacja – metalowa poręcz z porcelanowymi elementami, wideo, 8'29''; w ramach Programu „Mosty” Europejskiej Stolicy Kultury Wrocław 2016.
- Powidok, 2016; wideo, 3'44'', loop; w ramach wystawy „Widmo” – Galeria Sztuki Współczesnej BWA, Katowice.
- Rękoczyny, 2016; instalacja dźwiękowa, 21'03''; współpraca: Beata Kwiatkowska; w ramach Przeglądu Sztuki Survival 14 – Fabryka Automatów Tokarskich, Wrocław.
- Chcę Ci jeszcze powiedzieć, że…, 2016; akcja, wideo, 16'39''; współpraca: Marcin Wokan; w ramach projektu „Pociąg do sztuki" – Wrocław-Drezno.
- Dobra widoczność, 2017; projekt społeczny, instalacja; w ramach rezydencji – Centrala Art Gallery, Birmingham, Wielka Brytania.
- Punkt widokowy, 2017; kurtyna PCV z nadrukiem; w ramach rezydencji – Centrala Art Gallery, Birmingham, Wielka Brytania.
- Cisza, 2017; instalacja; kamień, tkanina, elementy pasmanteryjne, drewno, papier, 12 × 10 x 35 cm.
- #JB, 2018, instalacja, witraż; w ramach Przeglądu Sztuki Survival 16 – pałac Waldenberg-Pachalych, Wrocław
- Tablerror, 2019, instalacja performatywna, wideo; współpraca: Alicja Kielan, Food Think Tank; w ramach 18. Biennale Sztuki Mediów WRO „Czynnik ludzki” – Piekarnia, Wrocław[1].

#### Obiekt
- Uszka, 2007; porcelanowa biżuteria.
- Konserwowe, 2007; porcelana (formy przemysłowe), szkło, metal, różne wymiary.
- REproducts, 2007; porcelanowe naczynia; pojemniki; porcelana (formy przemysłowe), kalkomania, różne wymiary.
- Czarka (do) herbaty, 2007, porcelana (forma przemysłowa), liście herbaty, 8 × 18 x 18 cm.

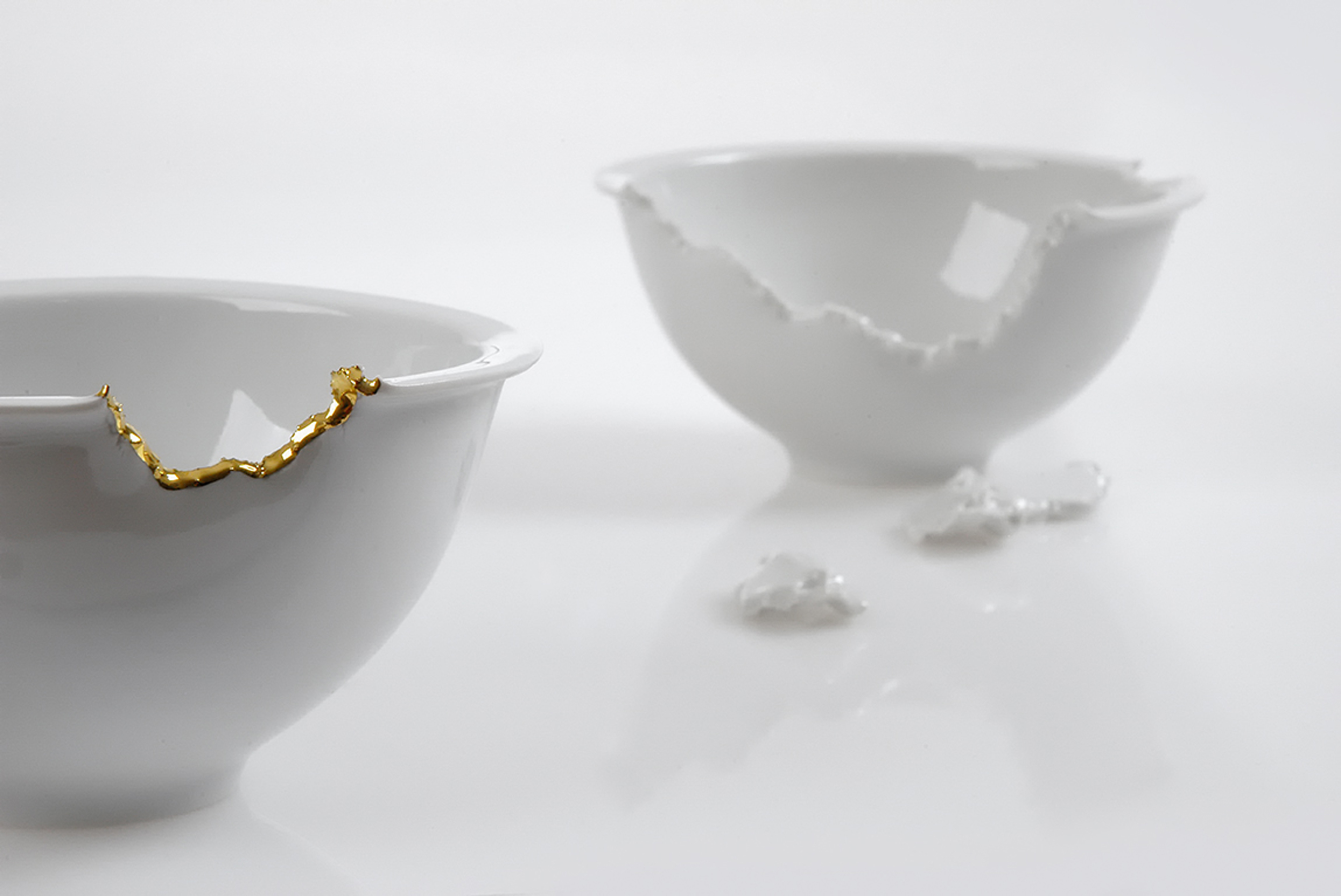
Karina Marusińska, "Ogryzki", 2008, fot. Mariusz Walterowicz

- Karina Marusińska, "Ogryzki", 2008, fot. Mariusz WalterowiczOgryzki, 2008; porcelanowe miski i kubki; porcelana malowana złotem, 10 × 18 x 18 cm, 7 × 14 x 14 cm.
- Uszczerby, 2008; porcelanowe naczynia; porcelana malowana złotem i lustrami (formy przemysłowe), różne wymiary.
- Ta-lerz!, 2008; porcelana (formy przemysłowe), plastik, ca. 15 × 20 x 16 cm.
- O!wady, 2008; porcelanowe naczynia.
- Antykradzieżowe, 2009; porcelanowa biżuteria; porcelana, kamionka, 4 × 4 x 1 cm każde.
- Kiwaczek, 2009; porcelanowa figurka; porcelana, metal, sznurek.
- Uhaha, 2009; porcelanowe uchwyty; porcelana (formy przemysłowe), gumowa przyssawka, różne wymiary.
- Sorto, 2009; porcelanowe naczynia.
- Jakubki, 2009; kubki, producent: Meble VOX[5].
- Hard made, 2010; kamionka malowana, [6x] 3 × 25 x 25 cm.

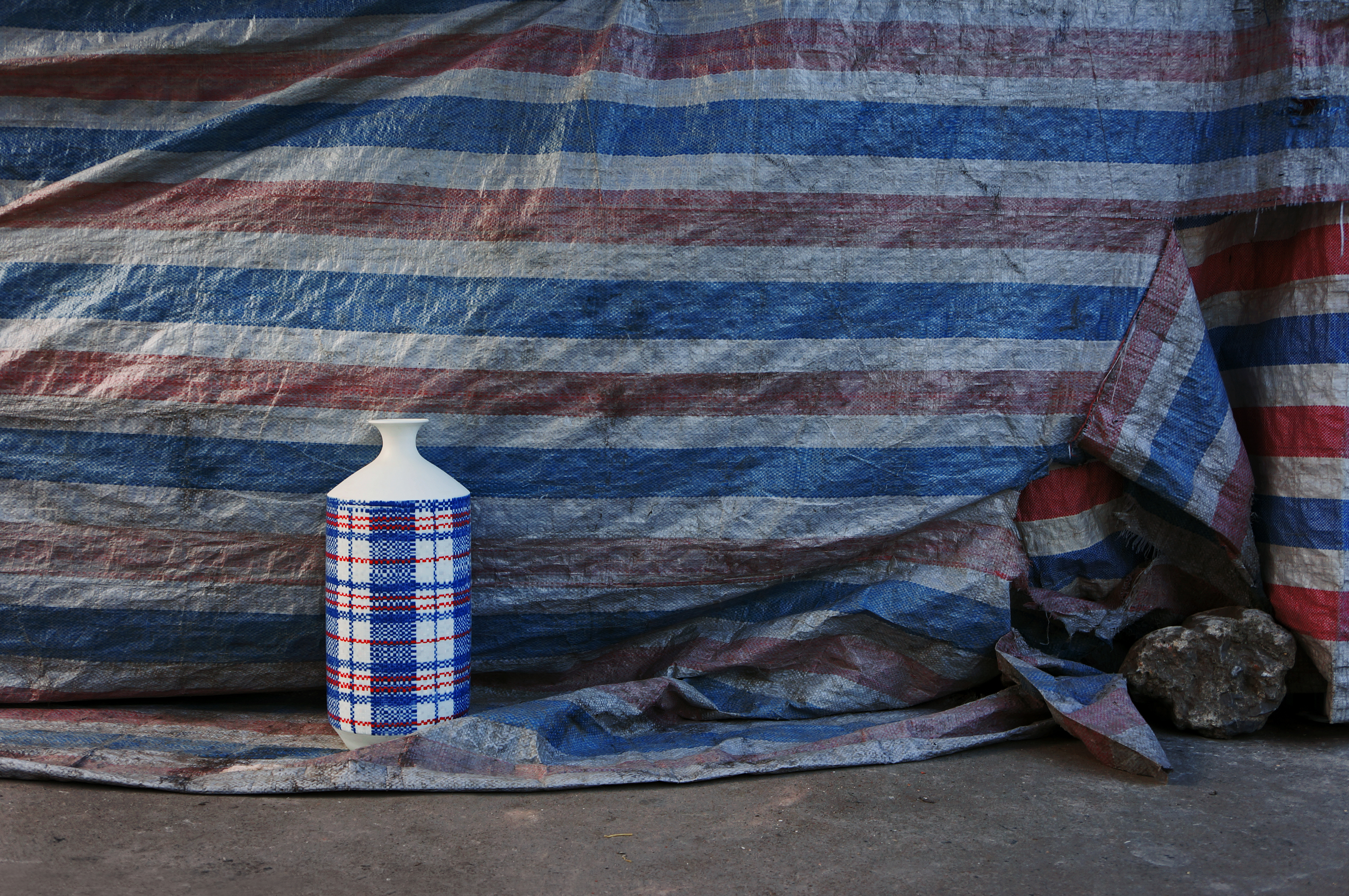
Karina Marusińska, "RWB", 2013, fot. Karina Marusińska

- Karina Marusińska, "RWB", 2013, fot. Karina MarusińskaRWB, 2013; porcelana malowana naszkliwnie, 60 × 30 x 30 cm.

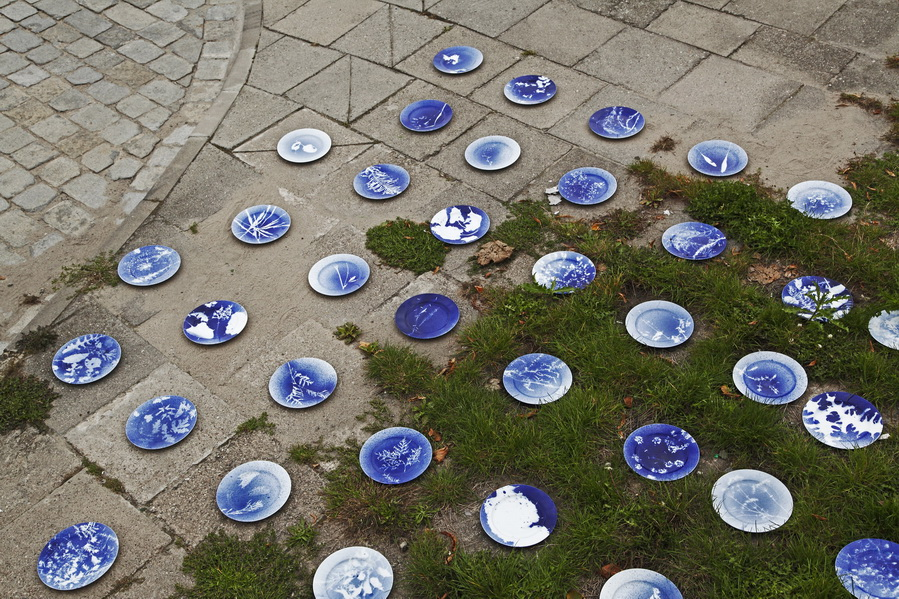
Karina Marusińska, "Chwasty", 2014, fot. Justyna Fedec

- Karina Marusińska, "Kraj-obraz", 2013, fot. Karina MarusińskaKarina Marusińska, "Chwasty", 2014, fot. Justyna FedecKraj-obraz, 2013; porcelana, worki foliowe, [4x] 63 × 32 x 32 cm.

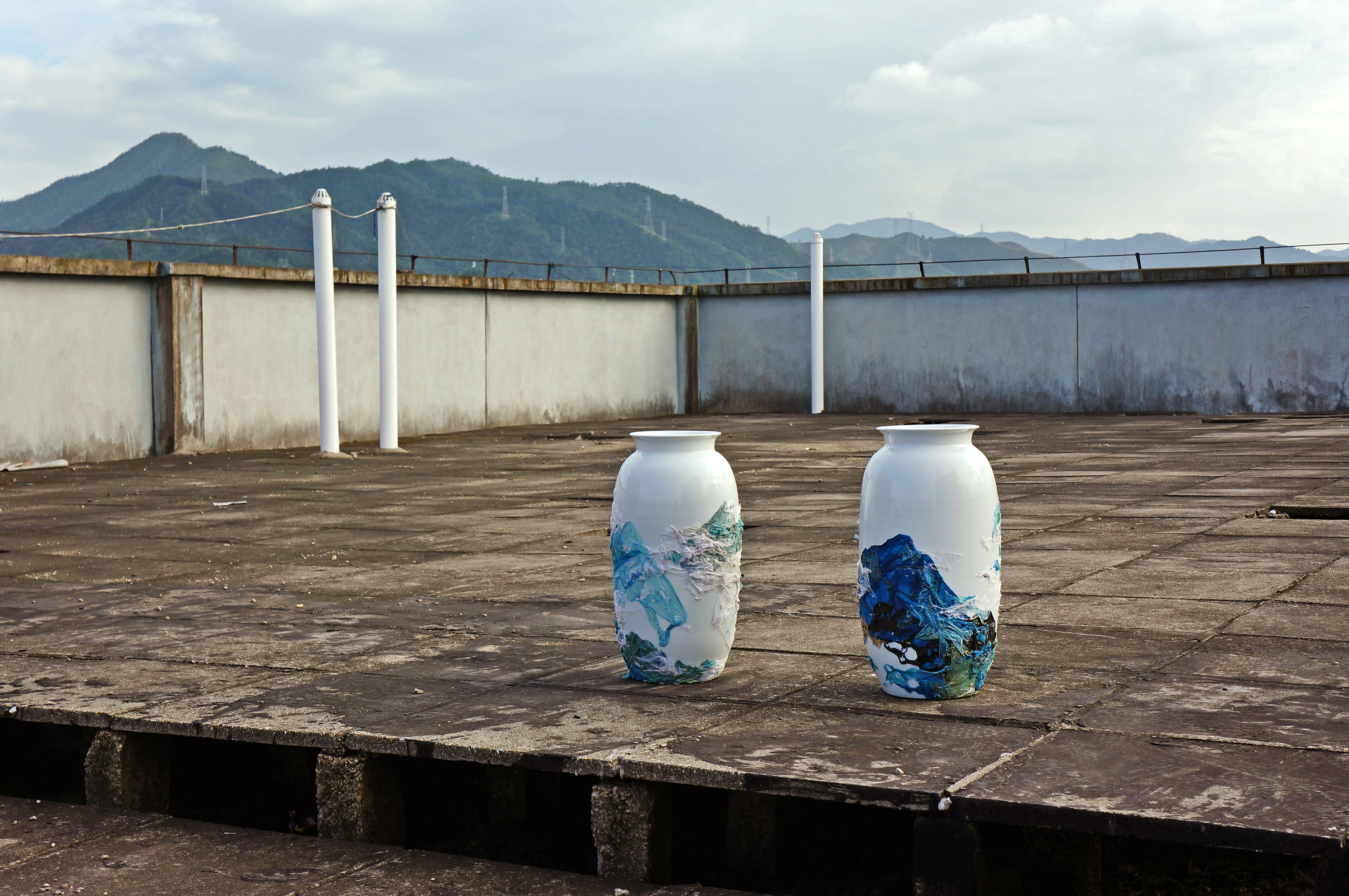
Karina Marusińska, "Kraj-obraz", 2013, fot. Karina Marusińska

- Nie na miejscu, 2014; porcelana malowana, 65 × 28 x 28 cm.
- Chwasty, 2014; porcelana natryskiwana kobaltem, [60x] Ø 26 cm.

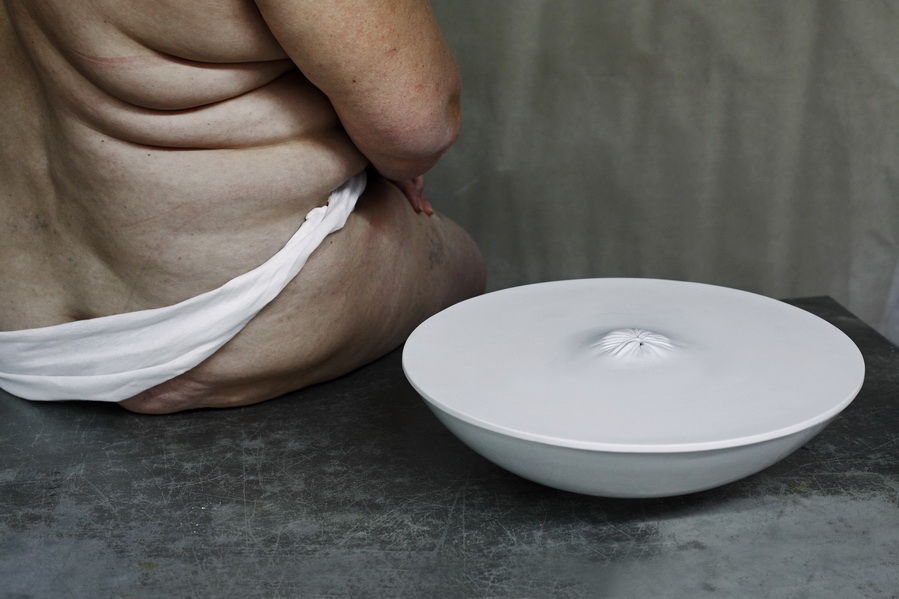
Karina Marusińska, "Obiekt z otworem", 2014, fot. Justyna Fedec

- Karina Marusińska, "Obiekt z otworem", 2014, fot. Justyna FedecObiekt z otworem, 2014; porcelana, 11 × 36 x 36 cm.

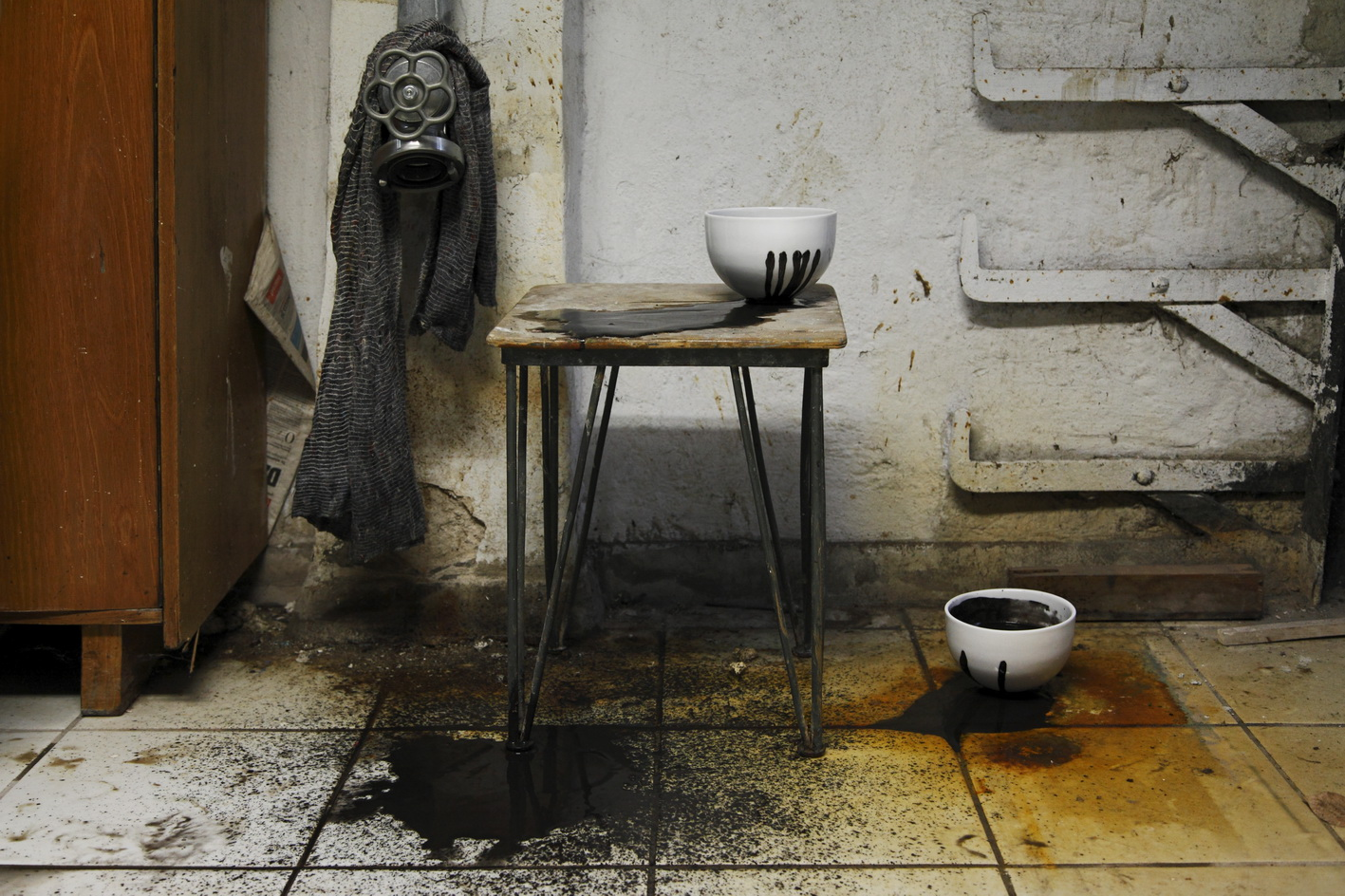
Karina Marusińska, "II. V.", 2014, fot. Justyna Fedec

- Karina Marusińska, "II. V.", 2014, fot. Justyna FedecII. V., 2014; porcelana, [2x] 10 × 14 x 14 cm.

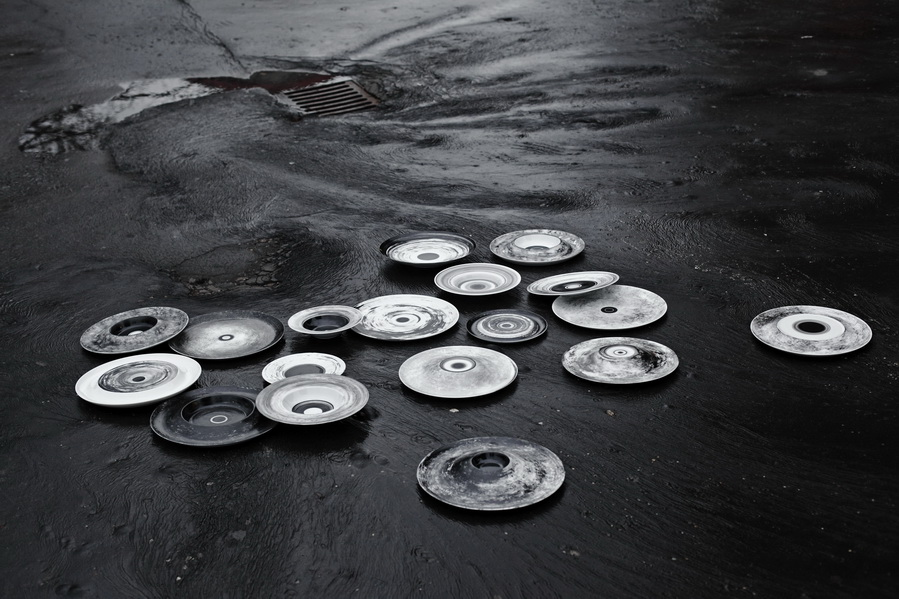
Karina Marusińska, "Od dobrobytu do odbytu, przez odbyt w niebyt", 2014, fot. Justyna Fedec

- Karina Marusińska, "Od dobrobytu do odbytu, przez odbyt w niebyt", 2014, fot. Justyna Fedec Od dobrobytu do odbytu, przez odbyt w niebyt, 2014; porcelana malowana naszkliwnie, [22x] Ø 18–34 cm[2][1].

#### Inne prace
- Mój dom tam, gdzie ja, 2011, wideo-performans.
- Chcę być słaba, chcę być krucha jak porcelana, 2012, wideo-performans, 3'21''.
- Ślady, 2012, wideo-performans, 4'49''.
- Blisko, 2012; instalacja; stół, tkanina[1].

### Grupa Łuhuu!
W ramach działań grupy Łuhuu!, współtworzonej od 2005 r. wraz z Katarzyną Goleń, Agnieszką Rzeźniak i Natalią Rzeźniak, artystka realizuje akcje artystyczne, eksplorujące przede wszystkim zagadnienie płci kulturowej i zachowań społecznych wiązanych z kobiecością oraz zjawiska mające miejsce na przecięciu sfery prywatnej i publicznej. Artystki wykorzystują pozorną infantylność treści. Choć artystki w ramach swoich działań pozostają zazwyczaj bierne, to angażują publiczność do interakcji. Działania grupy odbywają się przede wszystkim w przestrzeni publicznej, najczęściej podczas polskich i zagranicznych festiwali artystycznych oraz w przestrzeniach instytucji kultury.

#### Wybrane działania
- Huśtawki, 2006, Przegląd Młodej Sztuki Survival 4, Wrocław.
- Ocean, 2007, Sopelana, Hiszpania; 2008, CSW Łaźnia, Gdańsk.
- Bil-Babel, 2007, Bilbao, Hiszpania.
- Obiekt I, II, III, IV, 2007, Przegląd Młodej Sztuki Survival 5, Wrocław.
- Panie, Panowie – Akcja!, 2008, 29. Przegląd Piosenki Aktorskiej – Nurt OFF, Wrocław.
- Gigantki, 2008, Przegląd Młodej Sztuki Survival 6, Wrocław.
- Jak w domu, 2008, Festivel de Coutures, Strasburg, Francja.
- Porachunki, 2008, ArtBoom, Kraków.
- Być jak Sędzia Główny, 2010, BWA Awangarda, Wrocław.
- Baw się (ze) mną, 2011, Centrum Nauki Kopernik, Warszawa.
- 4:0, 2012, Przegląd Sztuki Survival 10, Wrocław.
- Wycieraczki, 2012, Out of Sth, Wrocław.
- Schron, 2012, Akademia Filmu Dokumentalnego Dok.Art, Muzeum Współczesne Wrocław[9].

### Grupa Wzorowo
Grupa została założona w 2009 r. wraz z Agnieszką Kajper i Agnieszką Bar, a każda z artystek miała już za sobą realizacje indywidualne. Nazwa grupy nawiązuje do słów "wzór", "wzornictwo", "wzorzec", a w swojej działalności grupa czerpała z twórczości ludowej oraz projektowania czasów PRL – bezpośrednią inspiracją miała być plakietka przypinana wzorowym uczniom. Projektantki tworzyły z wykorzystaniem takich materiałów, jak szkło i ceramika, najchętniej odpadowych, jak np. stłuczka szklana. "Najlepsze szkło projektantki znajdowały na rozbitych przystankach autobusowych, które jednocześnie sprzątały, odwracając tym samym akty bezmyślnego wandalizmu", jak zauważyła Katarzyna Zacharska. Ich twórczości bliskie były idee projektowania w duchu zrównoważonego rozwoju – użycie trwałych materiałów, recykling i upcykling, lokalność oraz współpraca z rzemieślnikami. Prace grupy cechuje uważne wykorzystanie materiału, minimalizm i zabawa skojarzeniami, "balansują pomiędzy dizajnem a kreacją artystyczną". Jak deklarowały same artystki:
Odbiorcą naszego designu jest człowiek, który ceni w przedmiocie drugie dno, dodatkowy sens, który traktuje przedmiot jak zabawę, zagadkę, jak obiekt do poznania. Coś dla zdystansowanych zarówno do siebie samych, jak i do otaczającej rzeczywistości. Staramy się, by nasze obiekty nosiły znamiona wyjątkowych i skrojonych na miarę. Jeśli użytkownik czuje z nimi więź emocjonalną i służą mu – to jest to dla nas pewnego rodzaju sukces. Człowieka kształtują również tak z pozoru nieznaczące rzeczy jak talerz na którym zje śniadanie. Proponujemy przedmioty, które z przymrużeniem oka sięgają do historii i kultury polskiej. Przypominają skąd jesteśmy, jaka była/jest nasza rzeczywistość i jak możemy ją wykreować. Mimo całego pokładu znaczeń i wartości jakimi faszerujemy nasze produkty, staramy się być swobodne i nienachalne, by w efekcie końcowym otrzymać świeżą jakość. Funkcjonalną jakość. 

#### Wybrane projekty
- 2009: PÓŁLITRÓWKA – obiekt świetlny; FLIP HOP – naczynie; KOREK LUX; KRISTAL – naczynie; KALEJDOSKOP – instalacja,
- 2010: TWOJA BROCHA – biżuteria; KLUKA – naczynie, KLEE – naczynie, ODBIELSKI – gadżet; LAP TOP LADY; FLUOODPADY – instalacja; FOSwór – obiekt świetlny; FO – biżuteria porcelanowa,
- 2011: BĄTĄ – statuetka[2].

## Konkursy, nagrody, wyróżnienia, stypendia

### Nagrody i wyróżnienia
- 2007 I nagroda w konkursie na ceramiczną czarkę do herbaty „95 stopni Celsjusza”, Wrocław,
- 2008 Wyróżnienie w konkursie „Innowacyjny Pomysł” – Uniwersytet Łódzki,
- 2008 Wyróżnienie w Konkursie Wzornictwa Przemysłowego „Projekt Arting” – Galeria Bielska BWA,
- 2009 Nagroda specjalna w konkursie „Make me!” – Łódź Design Festival,
- 2009 III miejsce w konkursie „Nowy Folk Design” – Światowe Dni Innowacji, Stara Drukarnia, Poznań,
- 2010 Nagroda w Konkursie Wzornictwa Przemysłowego „Projekt Arting” – Galeria Bielska BWA (dla Grupy Wzorowo),
- 2011 Nagroda w plebiscycie „Must Have” – Łódź Design Festival,
- 2011 Nagroda „Talent Trójki” w kategorii Sztuki Wizualne – Trójka Polskie Radio,
- 2014 Nagroda Rektora – ASP we Wrocławiu,
- 2016 Nagroda Publiczności – Przegląd Sztuki „Survival 14”, Wrocław,
- 2016 Nagroda Gazety Wyborczej „Warto” w dziedzinie sztuk wizualnych – Gazeta Wyborcza, Wrocław[1][2][12].

### Nominacje
- 2008 Nominacja do tytułu „Przetwór Roku” – Festiwal Recyklingowy „Przetwory 3”, Warszawa,
- 2009 Nominacja do plebiscytu „Machina Design Awards” – Machina,
- 2010 Nominacja do tytułu „Przetwór Roku” (dla Grupy Wzorowo), Festiwal Recyklingowy "Przetwory 5", Warszawa,
- 2013 Nominacja do Nagrody „Warto” w dziedzinie sztuk wizualnych – Gazeta Wyborcza, Wrocław,
- 2016 Nominacja do Nagrody Ministra Kultury i Dziedzictwa Narodowego dla nauczycieli akademickich za osiągnięcia naukowe, dla których podstawą jest nadanie stopnia naukowego doktora sztuki – ASP we Wrocławiu,
- 2017 Nominacja do Nagrody Wrocławskiego Oddziału Polskiej Akademii Nauk „Iuvenes Wratislaviae” dla młodych wrocławian za wybitne osiągnięcia naukowe w obszarze nauk humanistyczno-społecznych i artystycznych[1][2].

### Stypendia
- 2002-2009 Stypendium artystyczne – Nagroda Prezydenta Miasta Bełchatowa,
- 2004-2007 Stypendium naukowe, ASP we Wrocławiu,
- 2004-2008 Stypendium motywacyjne, Starostwo Powiatowe w Bełchatowie,
- 2004 Stypendium Artystyczne Powiatu Bełchatowskiego,
- 2006 Stypendium Artystyczne Urzędu Miejskiego Wrocławia,
- 2007 Stypendium Prezydenta Wrocławia w dziedzinie kultury i sztuki,
- 2008 Stypendium Artystyczne Marszałka Województwa Łódzkiego,
- 2010 Stypendium Ministra Kultury i Dziedzictwa Narodowego; Stypendium Artystyczne Marszałka Województwa Dolnośląskiego,
- 2012 Stypendium Ministra Kultury i Dziedzictwa Narodowego Młoda Polska,
- 2016 Stypendium Ministra Nauki i Szkolnictwa Wyższego dla wybitnych młodych naukowców[1].

## Wystawy

### Wystawy indywidualne
- 2010 „Pomiędzy” – BWA Galeria Szkła i Ceramiki, Wrocław[13],
- 2011 „Serio?!” – Międzynarodowe Centrum Ceramiki, Bolesławiec,
- 2011 „Between” – Galeria Zero, Berlin[13],
- 2011 „Re-products” – Galeria BB, Kraków,
- 2012 „Sfera prywatna” – Galeria Sztuki Współczesnej Mieszkanie Gepperta, Wrocław,
- 2015 „Zmiany” – Galeria Sztuki Współczesnej MD S, Wrocław,
- 2016-2017 „Część zamiast całości” – BWA Galeria Szkła i Ceramiki, Wrocław[14],
- 2017 „To, czego oczy nie wiedzą” – Galeria Sztuki Współczesnej Mieszkanie Gepperta, Wrocław[15],
- 2017 „Cisza” – Schaufenstergalerie Scharf, Graz,
- 2017 „To, czego oczy nie wiedzą” – Centrala Art Gallery, Birmingham[15][1].

### Wybrane wystawy zbiorowe
- 2009-2013 „Un-polished. Young design from Poland” – Lwów (Ukraina), Graz (Austria), Bukareszt (Rumunia), Seul (Korea), Tuluza (Francja), Helsinki (Finlandia), Hong Kong (Chiny), Zagrzeb (Chorwacja), Budapeszt (Węgry), Paryż (Francja), Köln (Niemcy), Paryż (Francja), Mediolan (Włochy), Kopenhaga (Dania), Neumünster, Berlin (Niemcy), Bruksela (Belgia),
- 2009 „Design-Antydesign” – Muzeum Architektury, Wrocław,
- 2009 „Sklep”, projekt „Warszawa w budowie” – Muzeum Sztuki Nowoczesnej, Warszawa,
- 2009 „Dizajn=design” – Instytut Polski w Berlinie, Niemcy,
- 2012 „Common Roots” – Design Museum Holon, Izrael,
- 2013 „Everything Forever Now” – MOCAK, Kraków,
- 2013 „Wrocław – Trzy Wymiary” – Muzeum Rzeźby Współczesnej w Orońsku,
- 2014 „What goes behind… Contemporary Polish Ceramic Design”, Inno Design Tech Expo – Hongkong, Chiny,
- 2015 „What goes behind… Contemporary Polish Ceramic Design”, London Design Festival – Tent London, Wielka Brytania,
- 2016 European Triennial for Ceramics and Glass – Grand Hall of the Anciens Abattoirs of the City of Mons, Belgia,
- 2016 „Pragmatism and Beauty”, XXI Triennale International Exhibition – Median, Włochy,
- 2016 „Młodzi w Muzeum. Poziom Najwyższy” – Muzeum Narodowe we Wrocławiu,
- 2017 „Polish Design. Tomorrow is Today”, Salone del Mobile – Superstudio PIU, Median, Włochy,
- 2018 „Homage to Beauty”, Prague International Design Festival Designblok – Art House Lapidarium Muzeum Narodowego w Pradze, Czechy,
- 2018 „Z drugiej strony rzeczy. Polski Dizajn po roku 1989” – Muzeum Narodowe w Krakowie,
- 2019 „Czynnik ludzki”, XVIII Międzynarodowe Biennale Sztuki Mediów WRO – Centrum Sztuk Performatywnych Piekarnia, Wrocław[1].

## Organizacje i grupy artystyczne
Od 2005 r. współtworzy grupę artystyczną Łuhuu!, a w latach 2009-2011 była współtwórczynią grupy projektowej Wzorowo.
W latach 2007–2013 była członkinią Stowarzyszenia Na Rzecz Wspierania Młodych Artystów Grawiton, a w latach 2008-2012 Stowarzyszenia Pożyteczni Producenci Piękna. Od 2012 r. związana jest z Akademią Młodych Uczonych i Artystów, a od roku 2014 z grupą Food Think Tank.

## Galeria

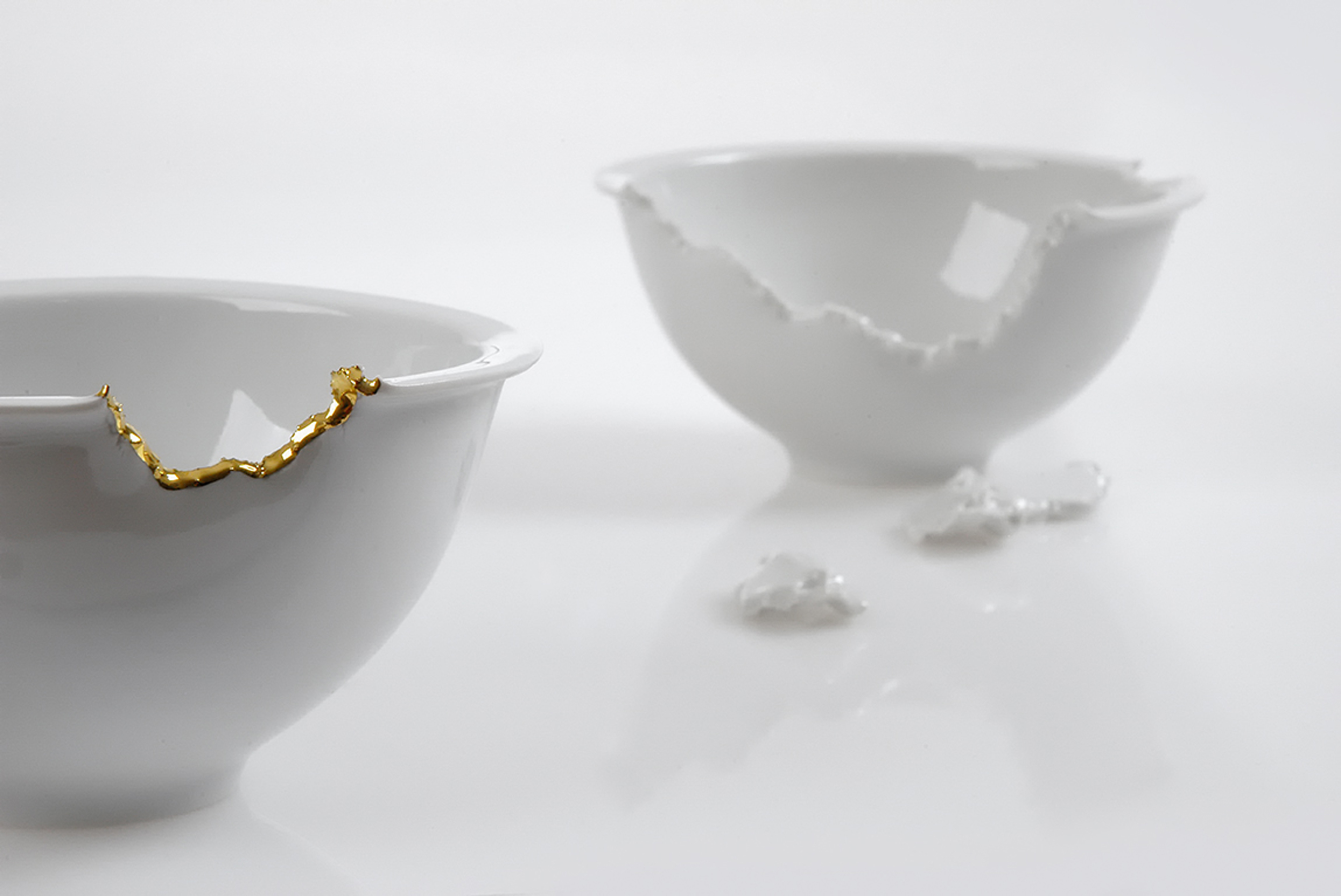
Karina Marusińska, "Ogryzki", 2008
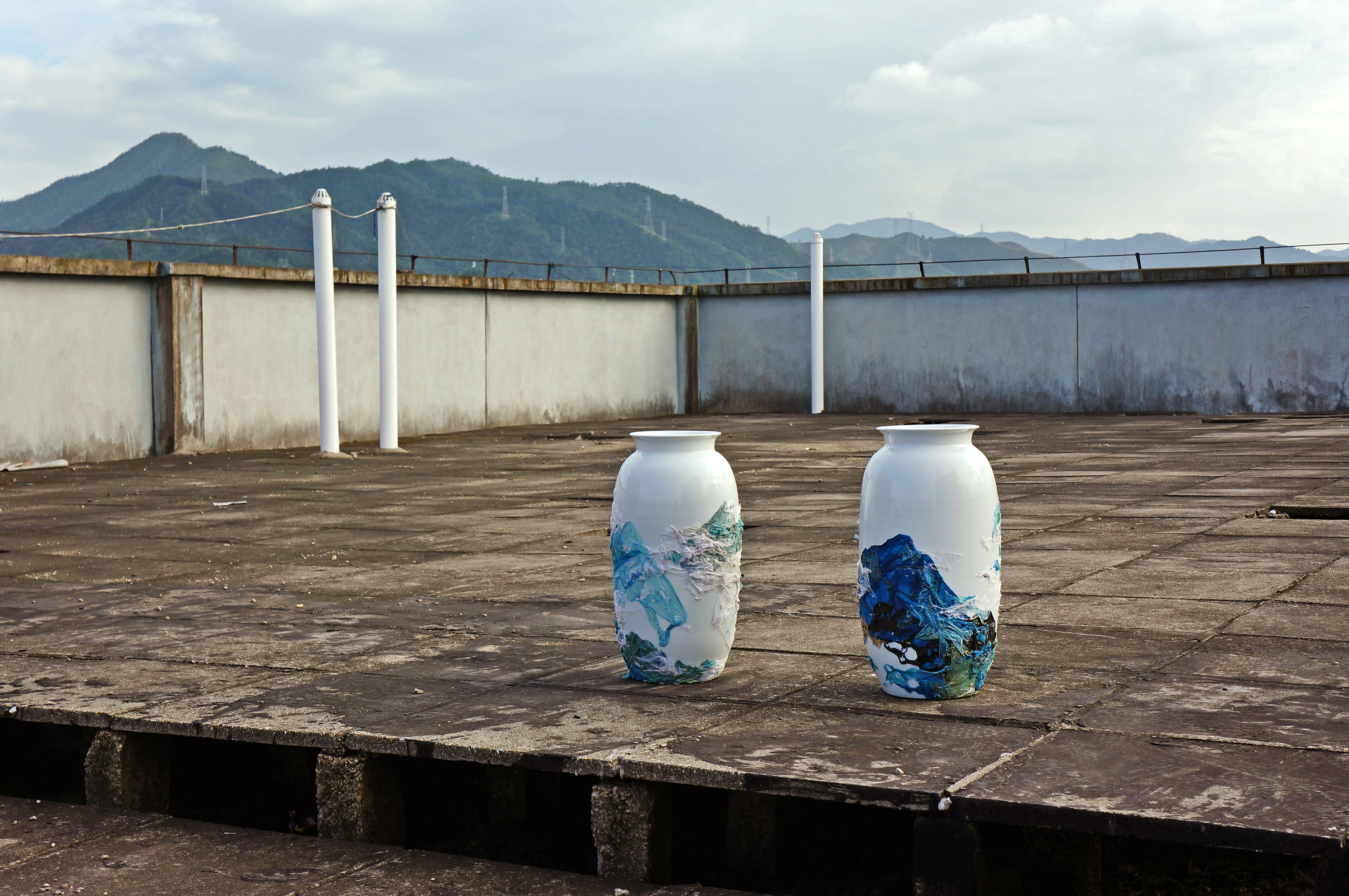
Karina Marusińska, "Kraj-obraz", 2013
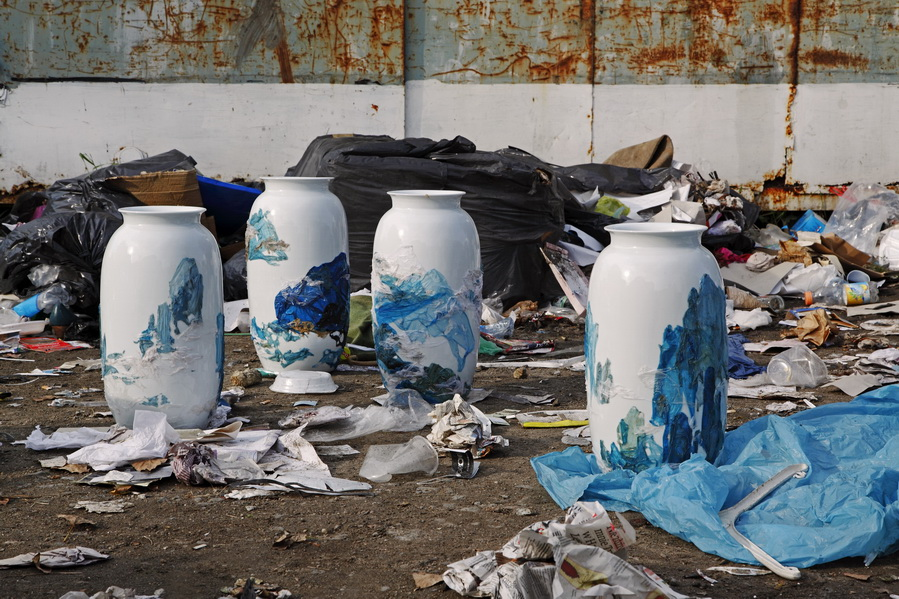
Karina Marusińska, "Kraj-obraz", 2013
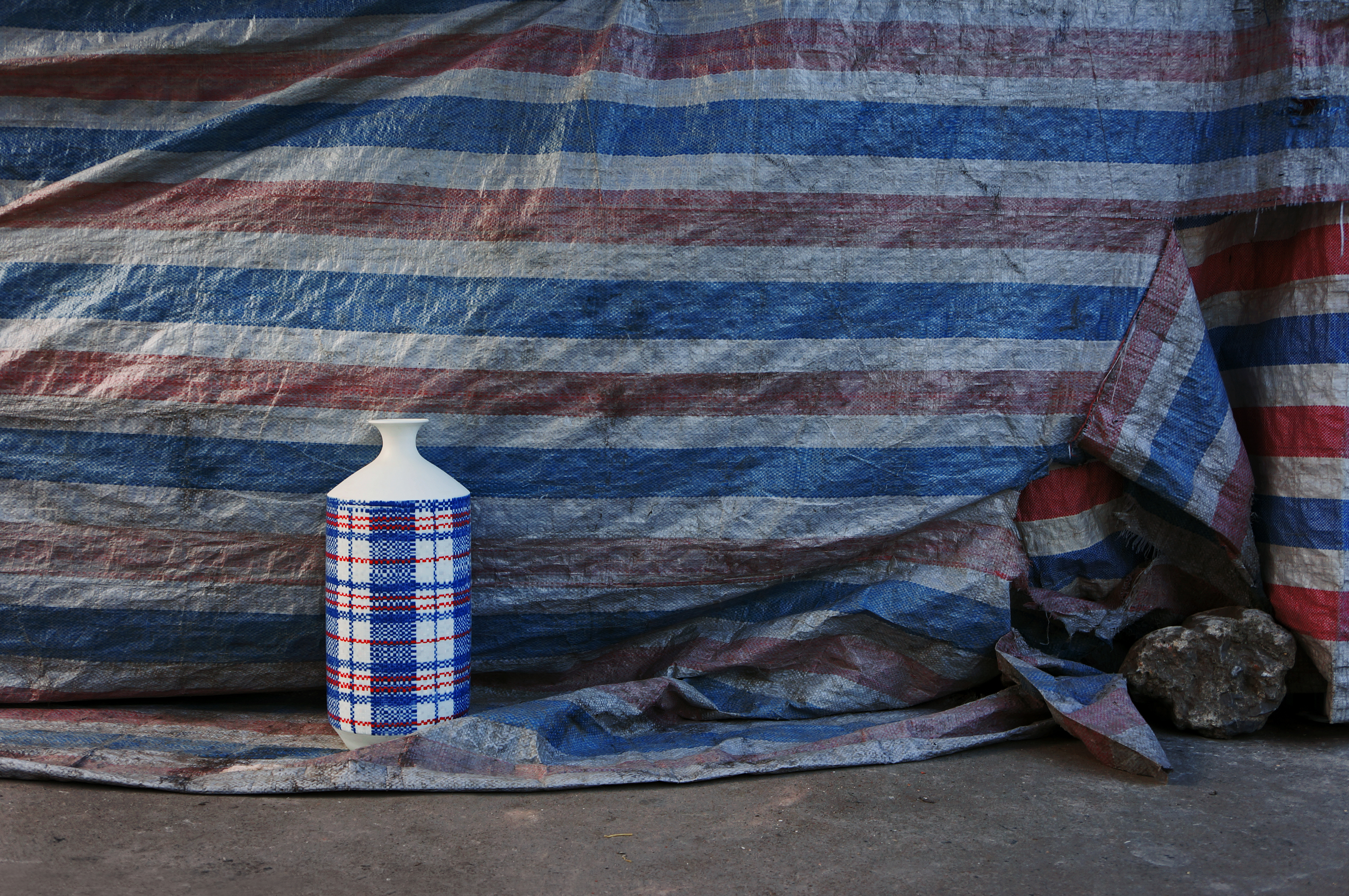
Karina Marusińska, "RWB", 2013
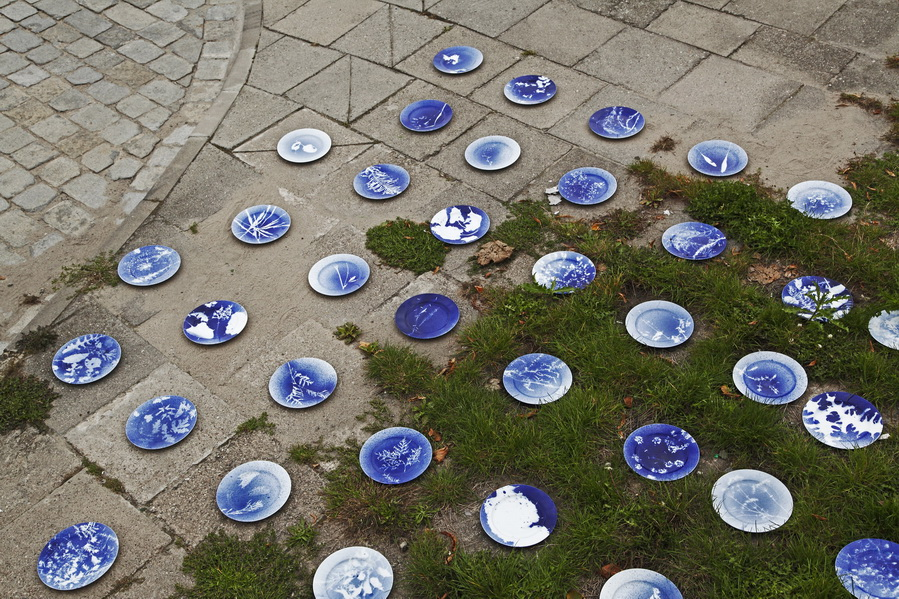
Karina Marusińska, Chwasty, 2014
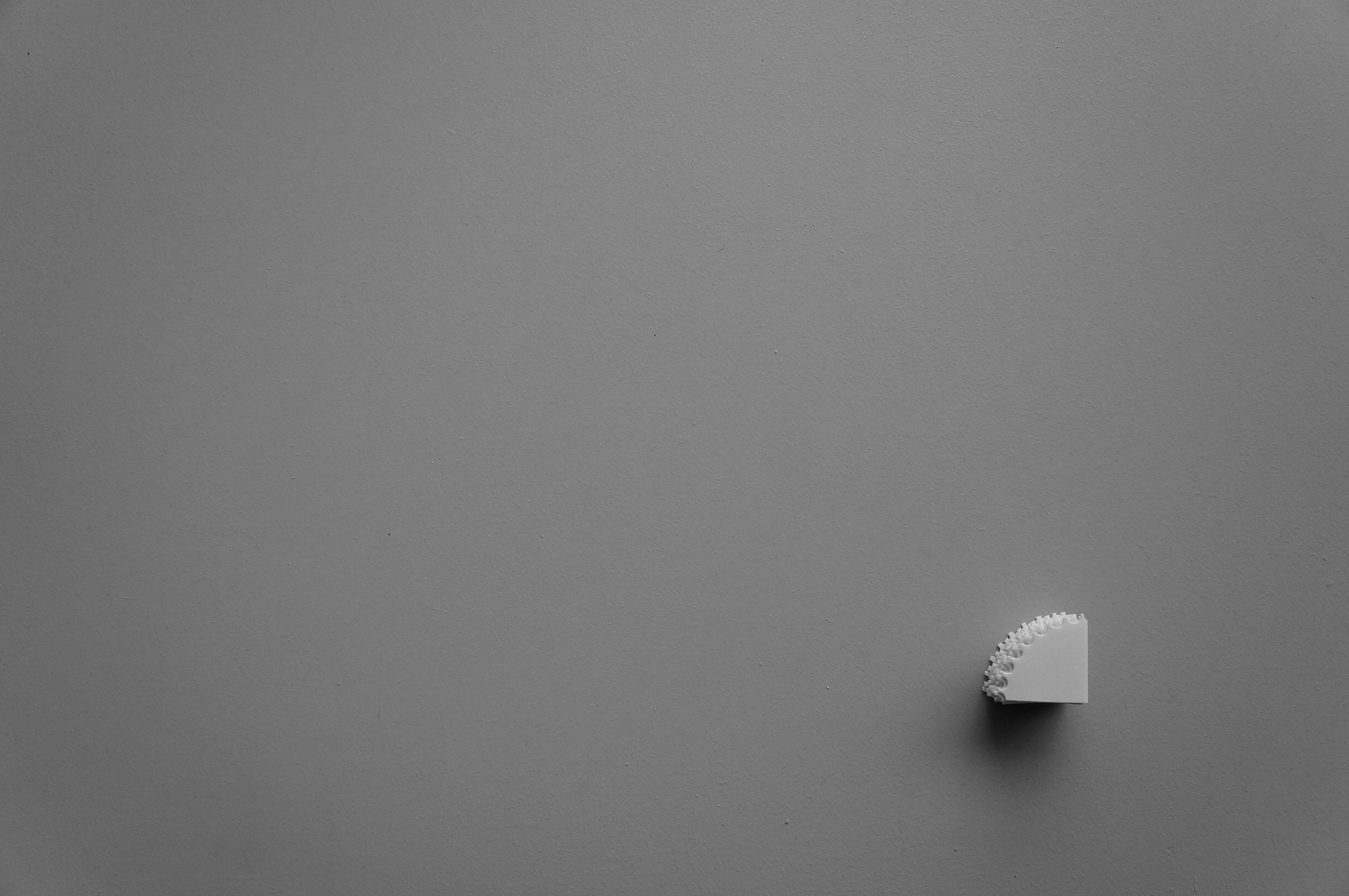
Karina Marusińska, "To, co zostało", 2014
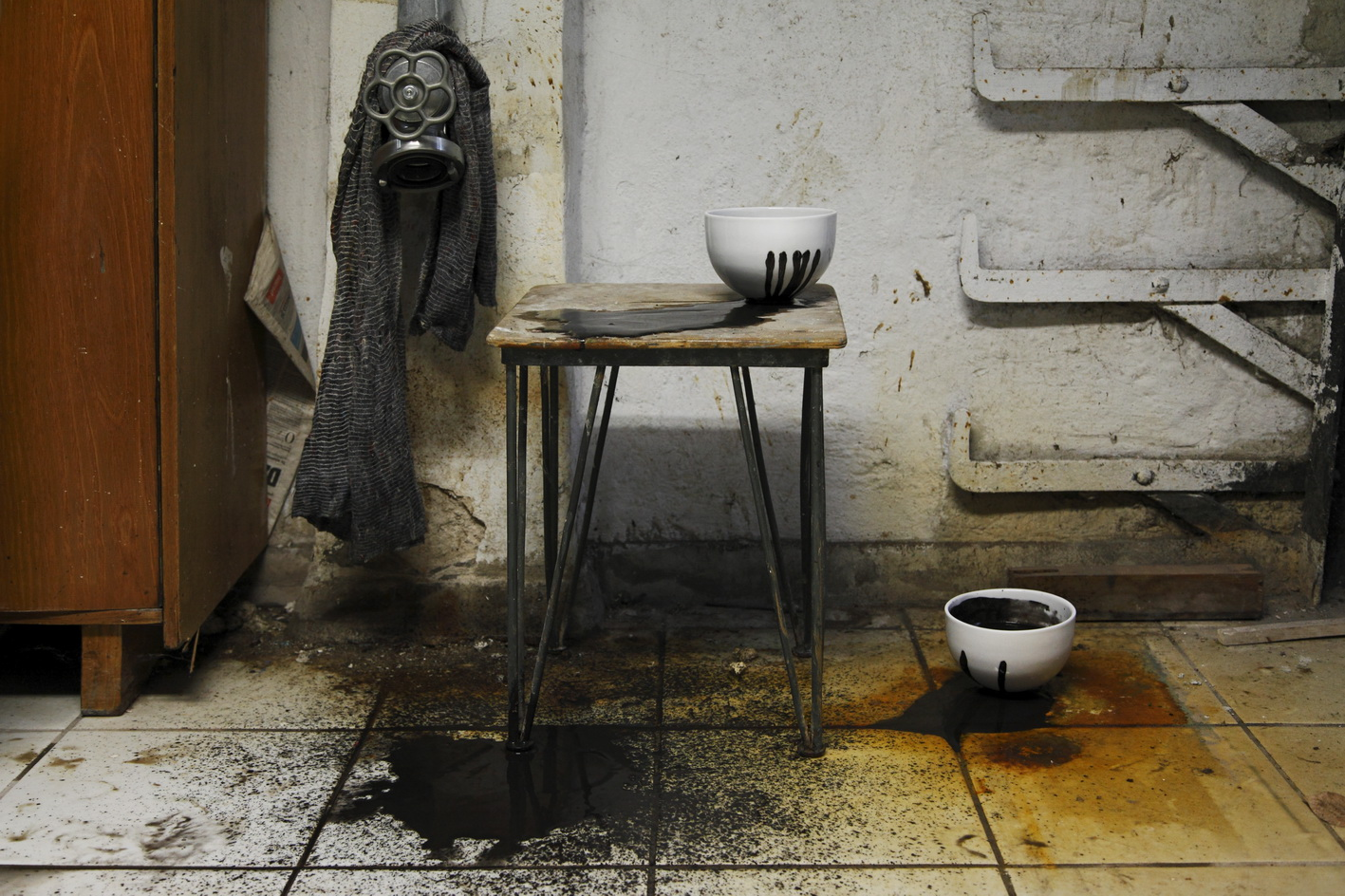
Karina Marusińska, "II. V.", 2014
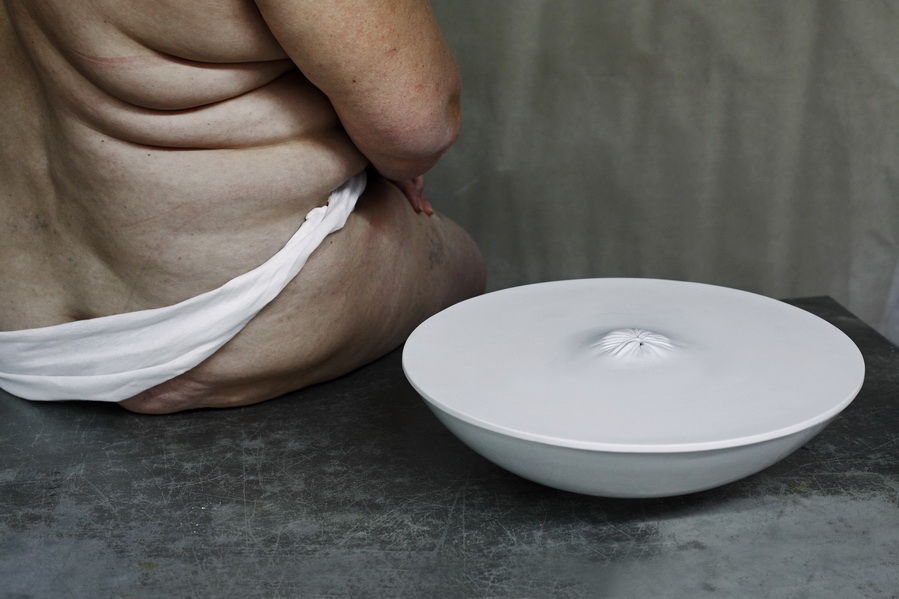
Karina Marusińska, "Obiekt z otworem", 2014
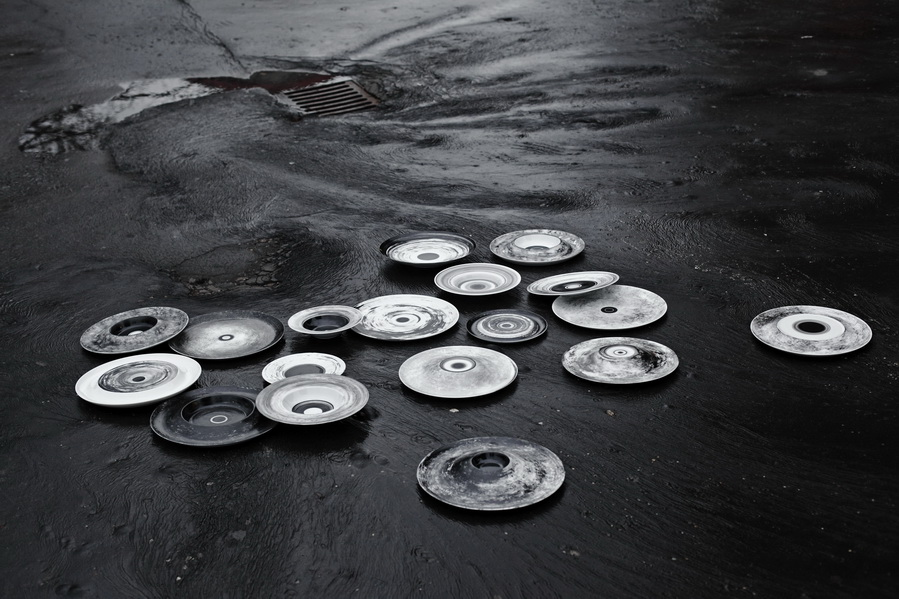
Karina Marusińska, "Od dobrobytu do odbytu, przez odbyt w niebyt", 2014
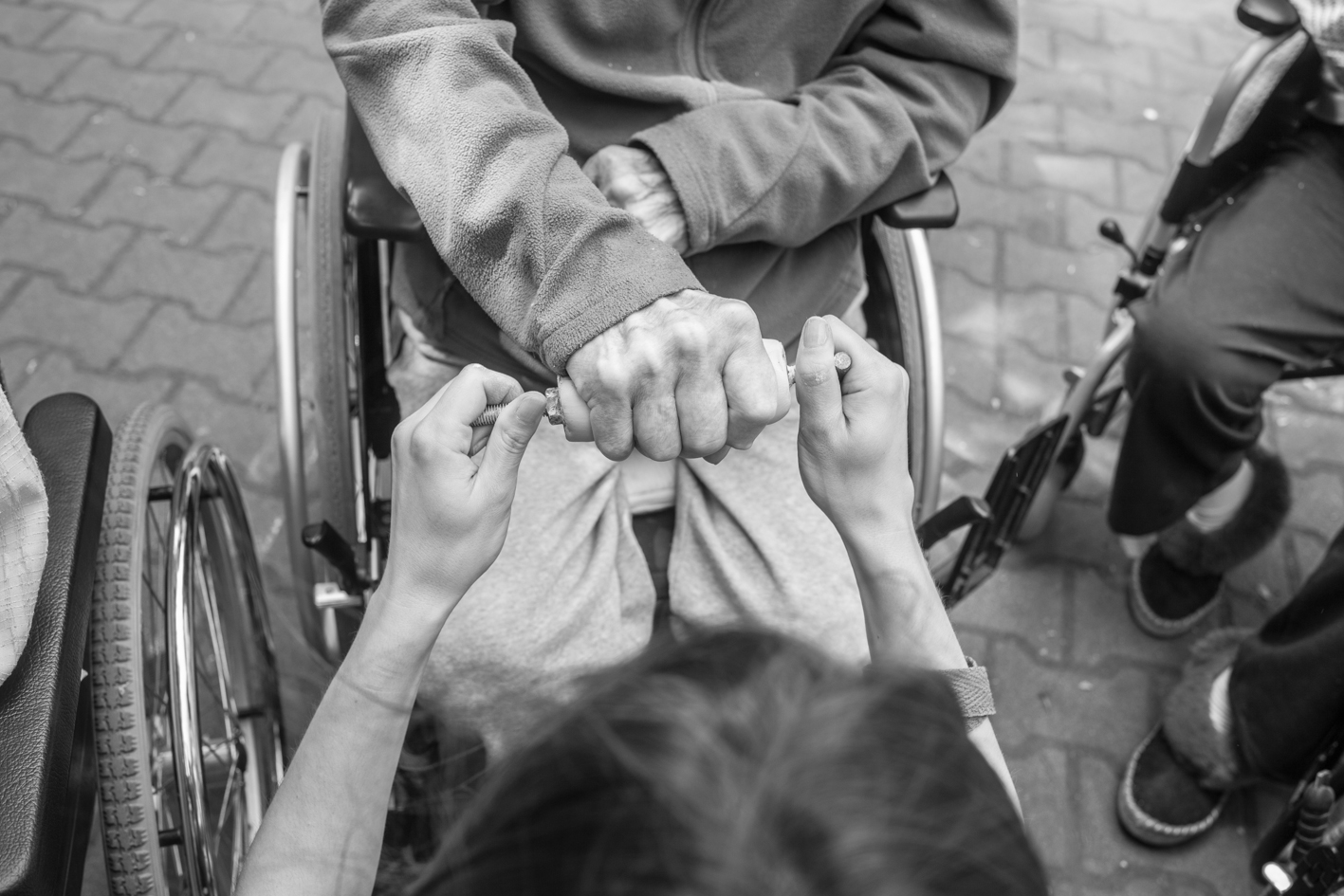
Karina Marusińska, "HUG", 2015
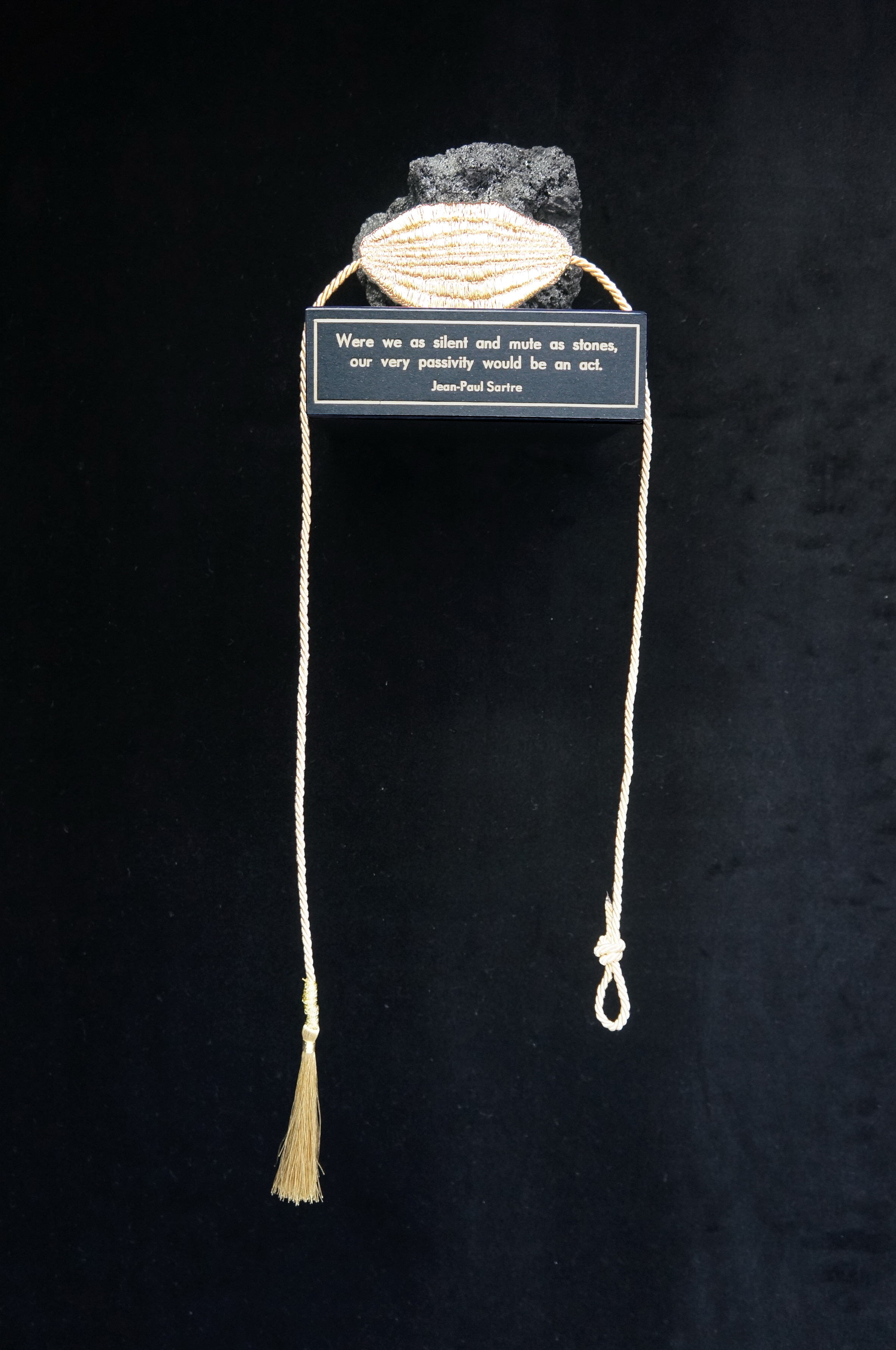
Karina Marusinska, Cisza, 2017